# Eusitalces vittatus
Eusitalces vittatus är en insektsart som beskrevs av Bruner, L. 1911. Eusitalces vittatus ingår i släktet Eusitalces och familjen gräshoppor. Inga underarter finns listade i Catalogue of Life.